# Jari Sillanpää
Jari Veikko Sillanpää, född 16 augusti 1965 i Ludvika, är en sverigefinsk tango-, pop- och schlagerartist.

## Karriär
Jari Sillanpää är född i Ludvika, men uppväxt i Luleå. Hans intresse för musik började då han var liten. Han spelade piano, flöjt, gitarr och mandolin. Han sjöng även i kör under flera år. Dock var det solosång som intresserade honom mest. Efter att ha gått ut gymnasiet 1985 började han arbeta som modell. Han modellade i Sverige, USA och Spanien. Efter ett par års arbete började han istället arbeta som bartender på en finlandsfärja. Samtidigt började han studera vid pop- och jazzkonservatoriet i Helsingfors. Sången var huvudinstrumentet. Det var under studierna på pop- och jazzkonservatoriet som hans intresse för tango föddes.
På Seinäjokis tangomarknad 1994 blev han tangoprins och året därpå tangokung.
Han representerade Finland i Eurovision Song Contest 2004 i Istanbul med låten "Takes 2 to Tango", men bidraget tog sig inte till finalen.

## Diskografi

### Album
- 1995 – Jari Sillanpää
- 1996 – Hyvää joulua
- 1997 – Auringonnousu
- 1998 – Varastetut helmet
- 1999 – Onnenetsijä
- 2000 – Maa on niin kaunis
- 2001 – Hän kertoo sen sävelin
- 2003 – Määränpää tuntematon
- 2005 – Parhaat
- 2009 – Kuin elokuvissa (med The Philharmonia Orchestra)
- 2011 – Millainen laulu jää
- 2014 – Rakkaudella merkitty mies